# Centro sociale

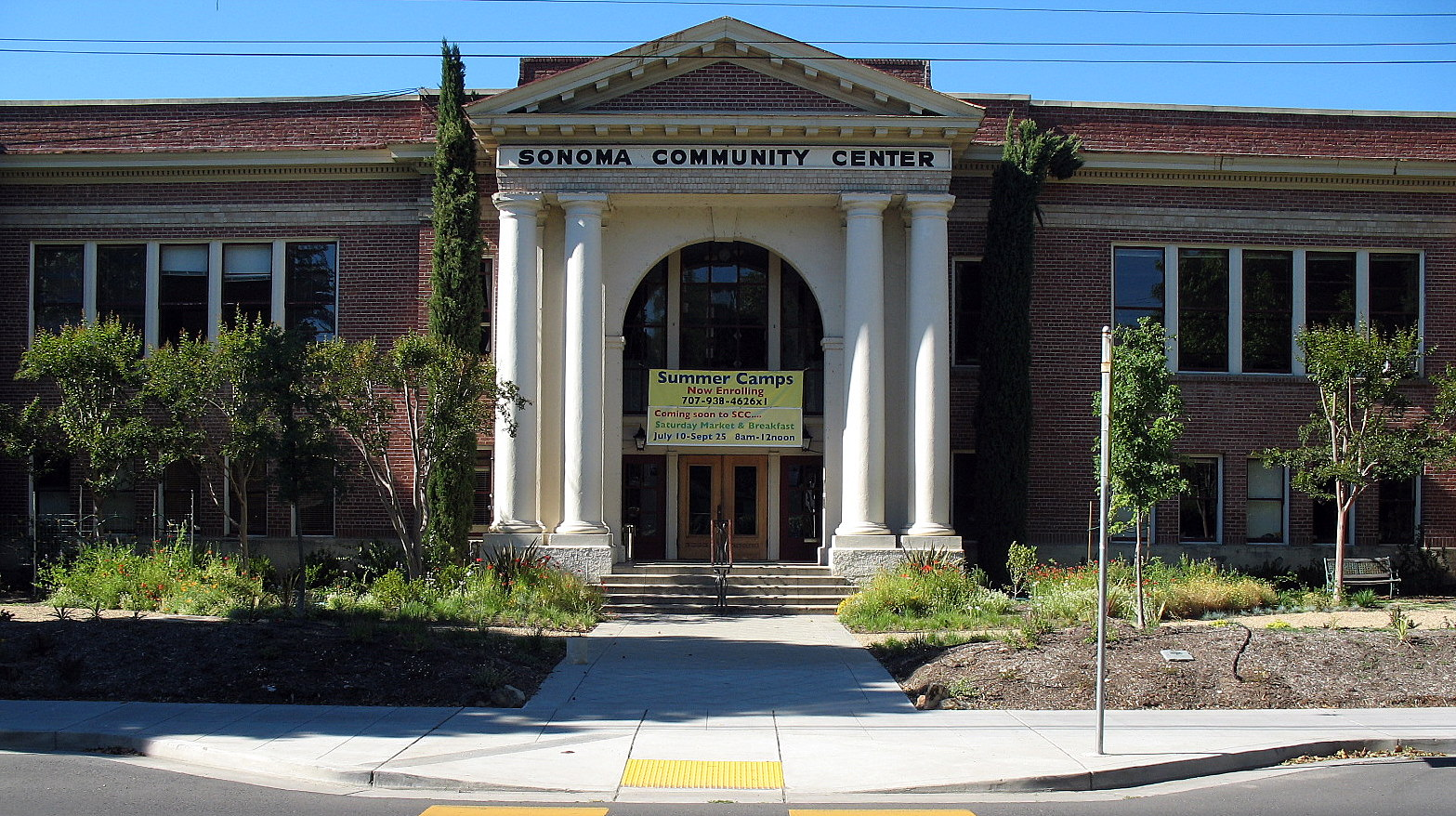
La Sonoma Community Center a Sonoma, California.

Un centro sociale è una struttura, gestita da istituzioni, da organizzazioni non a scopo di lucro oppure in maniera autonoma volta a offrire servizi socialmente utili, attività ricreative o culturali. Ne sono esempio tra gli altri, i centri sociali comunali, i centri sociali di quartiere, i centri sociali parrocchiali, i centri sociali "dopolavoro" o i centri sociali sportivi.
Il termine "centro sociale", o anche il suo corrispettivo inglese social center, è spesso utilizzato in modo estensivo per riferirsi ad un particolare tipo di struttura autogestita e legata ad un network controculturale, spesso nata dopo l'occupazione di uno spazio pubblico, privato o abbandonato, volta a dare supporto a gruppi di minoranza come prigionieri o rifugiati, oppure a fornire attività ed iniziative disparate nei cosiddetti luoghi liberati: servizio bar, freeshop, libero utilizzo di computer, graffiti, servizi collettivi e pernotto gratuito per viaggiatori. I servizi offerti da un centro sociale sono spesso determinati dalle necessità del quartiere e dalle possibilità e capacità offerte da chi vi partecipa.

## Descrizione

### Un'impronta politica
I centri sociali rappresentano inoltre un fenomeno di aggregazione politica extraistituzionale nato nell'alveo culturale dell'estrema sinistra. I primi centri sociali, nati come luogo di aggregazione di militanti politici, nascono negli anni settanta in vari paesi sulla base, in Italia, dell'esperienza dei circoli del proletariato giovanile.
In Italia, il fenomeno è cresciuto nel corso degli anni ottanta e novanta, tanto da divenire endemico su tutto il territorio ed identificativo del mondo della controcultura giovanile politicamente schierata. Prassi consuetudinaria dei centri sociali è quella della cosiddetta "riappropriazione (o liberazione) degli spazi", che consiste nell'occupazione di stabili spesso dismessi. In tempi più recenti, gli enti locali hanno cominciato a legalizzare alcuni centri sociali occupati affidandoli agli occupanti stessi (oppure ad assegnare stabili ad associazioni senza dimora che ne fanno uso), in modo da responsabilizzarne i "gestori".
L'attivismo nato nell'area dei centri sociali di questo tipo si è conquistato nel tempo un certo peso sulla scena politica nazionale, tanto che la locuzione "centri sociali" è entrata a far parte del linguaggio politico corrente, in quanto identificativa della militanza di estrema sinistra riconducibile a queste realtà. Durante gli anni duemila, sebbene centri sociali politicamente posizionati dal centrodestra all'estrema destra esistano fin dagli anni ottanta, hanno cominciato ad acquisire peso politico anche i centri sociali di questa parte politica, grazie ad una maggiore capacità comunicativa ed all'abbassamento delle tensioni politiche proprie dei decenni precedenti.

### Classificazione
Per quanto riguarda i centri sociali di sinistra si parla di Centri Sociali Autogestiti (CSA) oppure, nel caso di centri occupati, di Centri Sociali Occupati Autogestiti (CSOA o CSO). In alcuni casi è possibile trovare la denominazione Centri Popolari Occupati (CPO).
Per quanto riguarda i centri sociali di ispirazione anarchica si parla di Centri Occupati di Cultura Autogestita (COCA).
Per quanto riguarda invece i centri sociali di destra si parla genericamente di centri sociali di destra oppure, nel caso di quelli facenti parte del circuito relativo al gruppo neofascista e populista di CasaPound Italia, di Occupazioni Non Conformi (ONC) ed Occupazioni a Scopo Abitativo (OSA).